# IC 1147
IC 1147 ist eine Galaxie vom Hubble-Typ S im Sternbild Drache, die schätzungsweise 476 Millionen Lichtjahre von der Milchstraße entfernt ist.
Das Objekt wurde am 2. August 1888 von Lewis Swift entdeckt.